# Ponte D. Maria (Odemira)
A Ponte D. Maria, igualmente conhecida como Ponte Velha e erroneamente como Ponte Romana, consiste nas ruínas de uma ponte histórica sobre o Rio Mira, localizada na aldeia de Santa Clara-a-Velha, Município de Odemira, em Portugal. Foi provavelmente construída em 1822, embora possa ter substituído uma estrutura mais antiga, uma vez que Santa Clara-a-Velha foi um local tradicional de passagem do Rio Mira desde a época romana. Ainda no século XIX começou a sofrer de graves problemas de conservação, acabando por ruir parcialmente no século XX. Foi classificada como Imóvel de Interesse Municipal em 2006.

## Descrição
A ponte está situada num local isolado, entre a localidade de Santa Clara-a-Velha e a Barragem de Santa Clara, e atravessa o Rio Mira. Nas imediações situa-se uma pousada.
Era composta originalmente por cinco vãos, formando arcos de volta perfeita de dimensões diferentes, tendo apenas sobrevivido dois arcos. Estes arcos suportavam um tabuleiro horizontal, ladeado por muros de alvenaria. A maior parte dos vestígios estão situados na margem direita do rio. A estrutura original tinha 60,70 m de comprimento e 3 m de largura. Utiliza um sistema de construção em alvenaria típico do seu período, e que teve origem nos modelos desenvolvidos durante a antiga civilização romana. Apesar de estar em ruínas, ainda é visível a rigorosa organização geométrica que foi aplicada nos pilares e nos talhamares, em contraste com os aparelhos em alvenaria e a cobertura dos talhamares, em tijolo. Os materiais utilizados nos quebra-mares, nos pilares e nos arcos foram alvenaria de calcário e grés em tons encarnados, e o tabuleiro e a calçada foram construídos com pequenas pedras de xisto e quartzo.

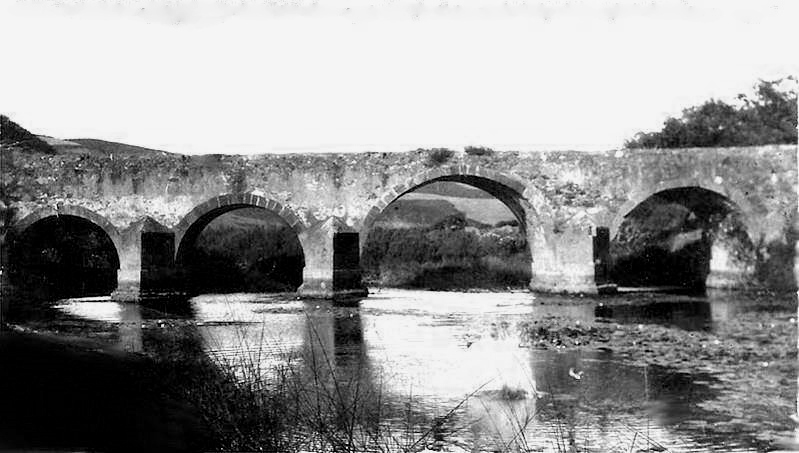
Ponte D. Maria, antes da queda do lanço central. A estrutura apresenta sinais visíveis de deterioração, especialmente nas guardas do tabuleiro.

## História

### Antecedentes e construção
Foram apontadas várias hipóteses para a data de construção da ponte, existindo uma tradição popular local que terá sido instalada durante o período romano, ou durante o reinado da rainha D. Maria, embora estas teorias não sejam sustentadas pelas provas físicas. Pelo local onde se localiza a ponte, passava um antiga estrada romana que ligava Arandis (Garvão) a Ossónoba (Faro), unindo desta forma a cidade de Pax Julia (Beja) ao Algarve. Foram encontrados alguns indícios desta estrada no local onde atravessava o Rio Mira, podendo ser o motivo pelo qual é chamada de Ponte Romana pelos locais. Assim, é possível que neste local terá existido um estrutura mais antiga.
A construção da ponte está ligada à necessidade de cruzar o Rio Mira, que constituía um grande obstáculo ao tráfego rodoviário. A travessia era feita principalmente na vila de Odemira, na foz em Vila Nova de Milfontes, e nas imediações de Santa Clara-a-Velha. Neste último local, o rio era passado tradicionalmente a vau, operação que era possível durante grande parte do ano. Por esta última localidade passava uma importante via terrestre, que circulava igualmente por Sabóia, e que unia o Alentejo ao Algarve. Com efeito, Santa Clara-a-Velha é referida como um ponto de passagem pelo menos desde a Idade Média. Um roteiro de 1748 menciona que uma estrada entre Lisboa e Albufeira circulava por Santa Clara, o que é confirmado pelos mapas setecentistas.  Nos finais do século XVIII iniciou-se um programa de desenvolvimento das vias terrestres na área, que incluiu vários trabalhos em São Martinho das Amoreiras, entre 1794 e 1795. As obras foram interrompidas devido às invasões francesas, tendo sido reatadas em 1816.
O primeiro pedido para a construção terá sido feito pela Câmara Municipal de Ourique nos princípios da década de 1820, na sequência do período que se seguiu à Revolução liberal do Porto, em 1820. A autarquia pediu «a construcção de huma ponte sobre o Rio de Odemira, na Freguezia de Santa Clara», uma vez que aquele curso de água, classificado de «caudalozo», interrompia «a passagem por dias successivos» no Inverno. A autarquia argumentou que devido à falta de uma travessia sobre o rio, tinha sido «inútil a avultada despeza que se fez em abrir a estrada que communica a Provincia de Alemtéjo, com o Reino do Algarve, pela Serra do Caldeirão na Freguezia de S. Martinho». A despesa referida corresponde ao conjunto de trabalhos que tinham sido feitos nos finais do século XVIII. Esta situação prejudicava as comunicações entre o Alentejo e o Algarve, e impedia um maior crescimento do comércio e da agricultura em ambas as regiões. Foi escolhido um local a montante de Santa Clara, uma vez que as margens aplanadas junto à povoação não seriam tão adequadas à construção da ponte.
Em 1822 a ponte foi construída ou expandida pelo mestre de obras Francisco Lopes do Rosário. Uma das divisões expedicionárias do Duque de Terceira passou em 1833 por esta ponte, durante a Guerra Civil. Apesar do aparelho de alvenaria utilizado na sua estrutura ser de boa qualidade, a ponte começou a sofrer de problemas de conservação desde os seus primeiros anos. Estes terão sido causados por defeitos nos pilares, que não teriam capacidade para aguentar o esforço e as modificações no leito do rio, provocadas pelas enchentes. Esta situação pode ser constatada pela presença de efeitos de torção na base de um dos pilares. Logo em 1849, a autarquia alertou para a necessidade urgente de construir uma nova ponte noutro local, onde existisse um solo em rocha firme, e mais perto da aldeia.
Nos finais do século XIX já não se regista a presença de Santa Clara nos mapas de estradas, embora se saiba que na povoação existiam três estalagens, onde descansavam os viajantes e se mudavam os cavalos. Nessa altura, o responsável pelas obras públicas no concelho de Odemira elaborou um relatório sobre a «ponte antiga de alvenaria sobre a ribeira do Mira na estrada do Alentejo para o Algarve, à distância de 1Km aproximadamente da aldeia de Santa Clara», onde mencionou que apesar da sua importância a estrutura tinha graves problemas de conservação, e pediu que fossem feitas obras urgentes, recomendação que porém não foi atendida. Segundo este relatório, a ponte tinha «grandes fendas nas abóbadas dos arcos centrais, originando depressões no pavimento onde as águas pluviais se acumulam antes de escorrer pelas fendas, e sem guardas, pelo que nela não passam já veículos, nem mesmo descarregados».

### Séculos XX e XXI
No século XX, cederam dois pilares devido aos problemas de conservação da ponte, e em meados da centúria sofreu uma derrocada parcial durante a realização de obras. Três vãos foram dinamitados nos anos 60.
Em 26 de Fevereiro de 1992, o Instituto Português do Património Cultural emitiu um despacho para a classificação da ponte como Imóvel de Interesse Público, tendo o processo de classificação sido aberto por um despacho de 31 de Outubro de 1996 do Instituto Português do Património Arquitectónico. Foi alvo de trabalhos arqueológicos de prospecção em 1995, durante o Levantamento Arqueológico do Concelho de Odemira, e em 1998, no âmbito do programa PNTA/98 - Proto-História do Médio e Baixo Vale do Mira - A Arqueologia do Rio. Em 2004, o Instituto Português do Património Arquitectónico encetou obras de valorização na ponte, e no ano seguinte foram feitos trabalhos de consolidação, realizados no âmbito do Programa de Recuperação de Pontes Históricas do Alentejo, apoiado pelo POC - Programa Operacional de Cultura. Em 2000 a ponte foi integrada no Plano Director Municipal de Odemira, tendo sido classificada como Imóvel de Interesse Municipal por uma deliberação camarária de 19 de Janeiro de 2006.
Em 2019 foi lançado o Plano Estratégico e Operacional de Valorização do Rio Mira, que tinha como finalidade melhorar as condições daquele curso de água do ponto de vista natural, cultural e turístico, tendo uma das intervenções planeadas sido a valorização da Ponte D. Maria.

## Leitura recomendada
- MARQUES, João António; RIBEIRO, Manuel (2005). Pontes Históricas do Alentejo. Lisboa: Instituto Português do Património Arquitectónico. 50 páginas. ISBN 972-8736-87-8